# لحلاحية
الفصيلة السُّورنجانية أو اللحلاحية فصيلة نباتية من رتبة الزنبقيات في طائفة أحاديات الفلقة. تضم هذه الفصيلة حوالي عشرين جنساً من أهمها اللحلاح.

## من أجناسها
- اللحلاح (باللاتينية: Colchicum)